# 第11回NHK紅白歌合戦
『第11回NHK紅白歌合戦』（だいじゅういっかいエヌエイチケイこうはくうたがっせん）は、1960年（昭和35年）12月31日に日本劇場で行われた、通算11回目のNHK紅白歌合戦。21時から23時40分にNHKで生放送された。

## 出演者

### 司会者
- 紅組司会：中村メイコ - 女優
- 白組司会：高橋圭三 - NHKアナウンサー
- 総合司会：石井鐘三郎 - NHKアナウンサー

- 中村は2年、高橋は7年連続の担当。
- 今回まで7年連続で総合司会（史上最多）を務めた石井鐘三郎は今回で一旦降板、2年後に復帰する。

### 出場歌手
紅組、      白組、      初出場、      返り咲き。
| 曲順 | 組 | 歌手名                   | 回 | 曲目                       |
| ---- | -- | ------------------------ | -- | -------------------------- |
| 1    | 白 | 若山彰                   | 4  | さいはて岬                 |
| 2    | 紅 | 荒井恵子                 | 6  | 青い月夜の散歩道           |
| 3    | 白 | 笈田敏夫                 | 8  | スター・ダスト             |
| 4    | 紅 | 宝とも子                 | 4  | カチート                   |
| 5    | 白 | 橋幸夫                   | 初 | 潮来笠                     |
| 6    | 紅 | 花村菊江                 | 初 | 潮来花嫁さん               |
| 7    | 白 | 高英男                   | 6  | ロマンス                   |
| 8    | 紅 | 中原美紗緒               | 5  | ロマンティカ               |
| 9    | 白 | 青木光一                 | 3  | オーロラ鴎                 |
| 10   | 紅 | 藤本二三代               | 3  | 東京の空の下で             |
| 11   | 白 | 旗照夫                   | 5  | カリーナ                   |
| 12   | 紅 | 朝丘雪路                 | 3  | ドンパン節                 |
| 13   | 白 | 三船浩                   | 3  | サワーグラスの哀愁         |
| 14   | 紅 | 織井茂子                 | 5  | 母の春雷                   |
| 15   | 白 | 平尾昌章                 | 初 | ミヨちゃん                 |
| 16   | 紅 | 松尾和子                 | 初 | 誰よりも君を愛す           |
| 17   | 白 | 伊藤久男                 | 9  | 山のけむり                 |
| 18   | 紅 | 松島詩子                 | 10 | 喫茶店の片隅で             |
| 19   | 白 | 水原弘                   | 2  | 恋のカクテル               |
| 20   | 紅 | 水谷良重                 | 3  | イッツ・ナウ・オァ・ネバー |
| 21   | 白 | 和田弘とマヒナ・スターズ | 2  | お百度こいさん             |
| 22   | 紅 | ザ・ピーナッツ           | 2  | 悲しき十六才               |
| 23   | 白 | フランク永井             | 4  | 東京カチート               |
| 24   | 紅 | 越路吹雪                 | 6  | うちへ帰るのがこわい       |
| 25   | 白 | ミッキー・カーチス       | 初 | 恋の片道切符               |
| 26   | 紅 | 森山加代子               | 初 | 月影のキューバ             |
| 27   | 白 | 春日八郎                 | 6  | 山の吊橋                   |
| 28   | 紅 | 美空ひばり               | 5  | 哀愁波止場                 |
| 29   | 紅 | 江利チエミ               | 8  | ソーラン節                 |
| 30   | 白 | 森繁久彌                 | 2  | フラメンコ・ソーラン節     |
| 31   | 紅 | 松山恵子                 | 4  | アンコ悲しや               |
| 32   | 白 | 守屋浩                   | 初 | 僕は泣いちっち             |
| 33   | 紅 | 藤沢嵐子                 | 4  | ジーラ・ジーラ             |
| 34   | 白 | アイ・ジョージ           | 初 | ラ・マラゲーニア           |
| 35   | 紅 | 大津美子                 | 5  | 東京ドライブ               |
| 36   | 白 | 神戸一郎                 | 3  | 赤い夕陽が沈む頃           |
| 37   | 紅 | 淡谷のり子               | 7  | 忘れられないブルース       |
| 38   | 白 | 林伊佐緒                 | 10 | 山男の歌                   |
| 39   | 紅 | 有明ユリ                 | 2  | 或る恋の物語               |
| 39   | 紅 | 小割まさ江               | 初 | 或る恋の物語               |
| 39   | 紅 | 沢たまき                 | 2  | 或る恋の物語               |
| 39   | 紅 | 高美アリサ               | 初 | 或る恋の物語               |
| 40   | 白 | ダークダックス           | 3  | すずらん                   |
| 41   | 紅 | 石井好子                 | 3  | 黒いオルフェ               |
| 42   | 白 | 芦野宏                   | 6  | 幸福を売る男               |
| 43   | 紅 | コロムビア・ローズ       | 5  | 新調深川節                 |
| 44   | 白 | 三浦洸一                 | 5  | 流転                       |
| 45   | 紅 | 奈良光枝                 | 9  | ばら色の雲にのせて         |
| 46   | 白 | 若原一郎                 | 5  | ながれ雲                   |
| 47   | 紅 | 宮城まり子               | 6  | 陽気な水兵さん             |
| 48   | 白 | 藤島桓夫                 | 5  | 月の法善寺横丁             |
| 49   | 紅 | ペギー葉山               | 7  | マンマ                     |
| 50   | 白 | フランキー堺             | 3  | 悲しきインディアン         |
| 51   | 紅 | 楠トシエ                 | 4  | 駄目デス                   |
| 52   | 白 | 三波春夫                 | 3  | 忠治流転笠                 |
| 53   | 紅 | 島倉千代子               | 4  | 他国の雨                   |
| 54   | 白 | 三橋美智也               | 5  | 達者でナ                   |

#### 選考を巡って
- 前回の出場歌手の中より今回不選出となった歌手は以下。
  - 紅組:島崎雪子・藤沢嵐子・二葉あき子・雪村いづみ[注釈 3]
  - 白組:曾根史郎・武井義明・灰田勝彦・山田真二
- 林伊佐緒は前年の二葉あき子以来2人目、白組歌手で史上初の10回出場を達成。二葉は今回不出場で、皆勤歌手が不在となった。
- 美空ひばりは当初辞退する予定で、NHKにもその旨を伝えていたが、芸能誌やスポーツ新聞に「（ひばりの実弟の）小野透が出ないならひばりも出ない」と書かれたことにひばりサイドが激怒し、急遽出場することを発表したという[1]。

### 審査員
- 吉川義雄 - NHK芸能局長（審査委員長）
- 秋山登 - 大洋ホエールズ投手
- 唐島基智三 - 政治評論家
- 柏戸剛 - 大相撲・大関
- 松本幸四郎[注釈 4] - 歌舞伎俳優
- 中村汀女 - 俳人
- 田中絹代 - 女優
- 秋山ちえ子 - 社会評論家
- 江上トミ - 料理研究家
- ほか視聴者代表2名

### 演奏
- 東京放送管弦楽団（指揮:藤山一郎、前田磯）
- NHKオール・スターズ（指揮:奥田宗宏）

### 他のゲスト
- 岡田茉莉子
- 鰐淵晴子
- 伴淳三郎
- 桜京美
- 武智豊子

## 当日のステージ・エピソード
- 和田弘とマヒナスターズはソロ出場の松尾和子との共作『誰よりも君を愛す』でレコード大賞を受賞したが、男女対抗をコンセプトとする紅白ではコラボレーションは出来ず、更にグループと個人の対戦、同じレコード会社所属の歌手同士の対戦は組まない慣例であったため直接対決も組まれなかった。
- グループ歌手としてはマヒナの他にザ・ピーナッツとダークダックスが出場、女性グループが1組少なかったため有明ユリ・小割まさ江・沢たまき・高美アリサの4人が即席グループを組んで出場、ダークダックスは3年連続で即席グループとの対戦となった[2]。
- ミッキー・カーチスには、楽曲で共演した雪村いづみから応援の電報が届いた[2]。
- 島倉千代子が前回まで3年連続大トリを務めた美空ひばりに代わって初めて紅組トリを担当。当時の週刊誌では「島倉がひばりを抜いた」との記事もあったという[3]。
- 優勝は白組（通算5勝6敗）。
- テレビとラジオで同時中継されたが、現存しているのはラジオ中継の録音のみで、テレビ映像は現存しない[注釈 5]。これは放送局用の2インチVTRが当時世に出たばかりで機器・テープ共々非常に高価で大型であり、資料として録画・保存するどころではなかったためである。
- 今回使用したマイクロホンは、司会者・歌手用共にAIWA VM-17(BTS呼称、RV1-1A)。

## 後日譚
- 2004年にNHKラジオ第1で放送された特集番組内で、現存するラジオ中継の音声のうち、4人の出場歌手達（白組のみ）の歌の音声が紹介された。紹介された歌手達は以下の通り（歌唱順）。
  - 白組 … 橋幸夫、平尾昌章、ミッキー・カーチス、守屋浩
- 2005年にもNHKラジオ第1で放送された特集番組内で、美空ひばりの歌のラジオ中継の音声が紹介されている。